# Park Bench with Steve Buscemi
Park Bench with Steve Buscemi es un programa de entrevistas conducido por Steve Buscemi transmitido en línea por AOL On entre 2014 y 2015. Consta de dos temporadas y 25 episodios y contiene charlas de Buscemi con personalidades que pueden ser famosas o no. En 2016, la serie se llevó el Emmy a la mejor serie de variedades en formato corto.

## Concepto y producción
La idea surgió en 2013 cuando Steve Buscemi trabajaba en la filmación de Vampire Weekend: Unstaged y una serie de videos promocionales para la banda Vampire Weekend. Durante la filmación conoció a Gino «Geo» Orlando y fue cuando nació la idea de hablar con personalidades en bancos de parques. El trabajo de Jerry Seinfeld en Comedians in Cars Getting Coffee también sirvió de estímulo a Buscemi, quien además declaró que Park Bench le «debe mucho a Portlandia».
Buscemi entrevista actores, comediantes y políticos, como también «gente real» en bares y plazas de la ciudad de Nueva York. Buscemi describió el programa como un «talking show». Las entrevistas se llevan a cabo sin guion y son improvisadas en el momento. «Interpretamos versiones de nosotros mismos. Siento que en todo momento estamos interpretando personajes y siendo nosotros mismos», comentó Buscemi.
La idea inicial de Buscemi y AOL era hacer episodios de entre cinco y siete minutos de duración, lo que finalmente se estiraría a 10-12 minutos. Buscemi comentó: «La inmediatez es gratificante. Hay montaje y producción, pero básicamente lo filmas y lo puedes ver». Todos los episodios de la primera temporada fueron filmados en cinco días en abril de 2014, justo antes de que Buscemi comenzara a trabajar en la última temporada de la serie Boardwalk Empire. La serie fue producida por Olive Productions y RadicalMedia en asociación con AOL Originals.

## Episodios
| Temporada | Temporada       | Episodios | Episodios | Lanzamiento original | Lanzamiento original    |
| Temporada | Temporada       | Episodios | Episodios | Primera emisión      | Última emisión          |
| --------- | --------------- | --------- | --------- | -------------------- | ----------------------- |
|           | 1               | 13        | 13        | 15 de mayo de 2014   | 10 de julio de 2014     |
|           | 2               | 12        | 12        | 18 de junio de 2015  | 3 de septiembre de 2015 |
|           | Episodios extra | 2         | 2         | 2 de julio de 2015   | 30 de julio de 2015     |

### Primera temporada (2014)
| N.º en serie | N.º en temp. | Título                                     | Invitados(s)                                        | Fecha de lanzamiento original |
| ------------ | ------------ | ------------------------------------------ | --------------------------------------------------- | ----------------------------- |
| 1            | 1            | «Bench Rivalry»                            | Anthony Laciura, Chris Rock                         | 15 de mayo de 2014            |
| 2            | 2            | «Hair Apparent»                            | Rosie Perez                                         | 15 de mayo de 2014            |
| 3            | 3            | «Close But No Cigar»                       | Billy Connolly, Colin Quinn                         | 15 de mayo de 2014            |
| 4            | 4            | «Benchmark»                                | Rosanne Cash, Michael Shannon                       | 15 de mayo de 2014            |
| 5            | 5            | «Parklandia»                               | Fred Armisen                                        | 9 de junio de 2014            |
| 6            | 6            | «No Try, Just Do»                          | Tim McHenry, Ani Trime Lhamo                        | 9 de junio de 2014            |
| 7            | 7            | «It's a Girl's World»                      | GZA                                                 | 9 de junio de 2014            |
| 8            | 8            | «Bill of Approval»                         | Bill de Blasio                                      | 9 de junio de 2014            |
| 9            | 9            | «Fun with Dick and Debbie»                 | Dick Cavett                                         | 9 de junio de 2014            |
| 10           | 10           | «Cobbler, Butcher, Biker»                  | Tom McCarthy, Bobby Cannavale                       | 10 de junio de 2014           |
| 11           | 11           | «A Carrot Is a Diamond for a Rabbit»       | Julian Schnabel                                     | 10 de junio de 2014           |
| 12           | 12           | «Bench Rap»                                | Method Man, Ad-Rock, Mike D                         | 10 de junio de 2014           |
| 13           | 13           | «One Fine Finale, Life Accordion to Steve» | Michael K. Williams, Jake La Botz, Jessica Williams | 10 de junio de 2014           |

### Segunda temporada (2015)
| N.º en serie | N.º en temp. | Título                    | Invitados(s)                                                                      | Fecha de lanzamiento original |
| ------------ | ------------ | ------------------------- | --------------------------------------------------------------------------------- | ----------------------------- |
| 14           | 1            | «Every Dog Has Its Day»   | Triumph, the Insult Comic Dog                                                     | 18 de junio de 2015           |
| 15           | 2            | «Sidekicker»              | Debi Mazar, Kenan Thompson                                                        | 25 de junio de 2015           |
| 16           | 3            | «No Fools, No Fun»        | Mark Boone Junior, Puss n Boots                                                   | 2 de julio de 2015            |
| 17           | 4            | «Back in the Day»         | Jim Jarmusch                                                                      | 9 de julio de 2015            |
| 18           | 5            | «La Neighbor Delight»     | John Turturro, Siri Hustvedt, Paul Auster                                         | 16 de julio de 2015           |
| 19           | 6            | «I.O.U.»                  | John Oliver                                                                       | 23 de julio de 2015           |
| 20           | 7            | «Orange Is the New Steve» | Piper Kerman, Glenn E. Martin, Michelle Hurst, Annie Golden y Jackie Cruz         | 30 de julio de 2015           |
| 21           | 8            | «Sound Salvation»         | Elvis Costello                                                                    | 6 de agosto de 2015           |
| 22           | 9            | «Park Mensch»             | Gilbert Gottfried                                                                 | 13 de agosto de 2015          |
| 23           | 10           | «Truth Be Told»           | Justin Vivian Bond, Thomas Bartlett, NathAnn Carrera, Claudia Chopek, Zosia Mamet | 20 de agosto de 2015          |
| 24           | 11           | «Leading Lady»            | Letitia James                                                                     | 27 de agosto de 2015          |
| 25           | 12           | «All In»                  | Kathy Najimy, Amber Tamblyn, Bridget Everett, David Blaine                        | 3 de septiembre de 2015       |

### Episodios extra
| N.º en serie | N.º en temp. | Título                   | Invitados(s)               | Fecha de lanzamiento original |
| ------------ | ------------ | ------------------------ | -------------------------- | ----------------------------- |
| 26           | 1            | «When the Sun Goes Down» | David Johansen             | 2 de julio de 2015            |
| 27           | 2            | «Local Heroes»           | Paul Sparks, Nancy Carbone | 30 de julio de 2015           |

## Recibimiento
El mismo año de su transmisión, la primera temporada de 13 episodios, fue nominada a los premios Emmy en la categoría de mejor programa no ficticio en formato corto. En su reseña del show, The New York Times destacó la «deconstrucción del formato talk-show». El periódico The New York Observer escribió sobre la serie: «Se siente fresca por la falta de posicionamiento de producto y ausencia de insulsas celebridades promocionando sus últimas películas». En 2016, volvió a ser nominada y se llevó el Emmy a la mejor serie de variedades en formato corto.

### Premios
| Año  | Premio         | Categoría                                   | Nominados                                                                        | Resultado  |
| ---- | -------------- | ------------------------------------------- | -------------------------------------------------------------------------------- | ---------- |
| 2014 | Primetime Emmy | Mejor programa no ficticio en formato corto | Steve Buscemi, Stanley Tucci, Wren Arthur, Justin Wilkes, Joe Killian, Jon Doran | Candidatos |
| 2016 | Primetime Emmy | Mejor serie de variedades en formato corto  | Steve Buscemi, Stanley Tucci, Wren Arthur, Justin Wilkes, Joe Killian, Jon Doran | Ganadores  |